# Jim Keers
James Keers (10 tháng 12 năm 1931 - 27 tháng 4 năm 2020) là một cầu thủ bóng đá người Anh ghi 15 bàn trong 73 lần ra sân ở Football League Third Division North thi đấu ở vị trí tiền đạo cho Darlington trong thập niên 1950. Ông cũng từng thi đấu bóng đá non-league cho các câu lạc bộ Evenwood Town và Annfield Plain.